# Hall-Halbinsel
Die Hall-Halbinsel ist eine kleine Halbinsel im Osten von Snow Island im Archipel der Südlichen Shetlandinseln. Sie liegt 3 km südwestlich des President Head und wird vom Sevlievo Knoll überragt.
Der britische Seefahrer James Weddell benannte bei seiner von 1820 bis 1823 dauernden Antarktisfahrt Snow Island als Basil Halls Island, benannt nach Kapitän Basil Hall (1788–1844) von der Royal Navy. Diese Benennung setzte sich jedoch nicht durch. Um sie dennoch in anderer Form zu bewahren, entschied das UK Antarctic Place-Names Committee 1962, sie auf die hier beschriebene Halbinsel zu übertragen.